# المعهد العالي للفنون المسرحية (مصر)
يمثل معهد الفنون المسرحية الجهة الأكاديمية لتخريج الممثلين المعتمدين في مصر، وتخرج منه الكثير من الممثلين المصريين المعروفين. مدة الدراسة به أربع سنوات ويعد المعهد العالي للفنون المسرحية أول مؤسسة لتعليم فنون المسرح في الشرق الأوسط وأفريقيا

## تاريخ إنشاء المعهد
أنشئ المعهد العالي لفن التمثيل عام 1930 واستمر عام واحد ثم أعيد افتتاحه بقرار من وزير الشؤون الاجتماعية في مايو 1944 وكانت مدة الدراسة به ثلاث سنوات.

## أهداف المعهد
- العمل على تحقيق الهدف الثقافي المسرحي الذي هو أحد مكونات العناصر الأساسية لإثراء التنمية الثقافية في مجال المسرح.

## أقسام المعهد
يتكون المعهد العالي للفنون المسرحية بأكاديمية الفنون من الأقسام التالية ويشمل كل قسم منها التخصصات المبينة قرينه:
*قسم التمثيل والإخراج:
ويضم تخصصات التمثيل – إخراج المسرح الدرامي – إخراج المسرح الموسيقي.
*قسم الدراما والنقد المسرحي:
ويضم تخصص: الدراما والنقد المسرحي
*قسم الديكور المسرحي:
ويضم التخصص: الديكور المسرحي والجرافيك
يمنح المعهد الدرجات العلمية الآتية:
- درجة البكالوريوس في فنون المسرح في أحد التخصصات المبينة.
- دبلوم الدراسات العليا في فنون المسرح في أحد التخصصات المبينة.
- درجة الماجستير في فنون المسرح في أحد التخصصات المبينة.
- درجة الدكتوراه في الفنون أو دكتوراه في فلسفة الفنون في أحد التخصصات المبينة.

## شروط القبول بالمعهد
يشترط لقيد الطالب بمرحلة البكالوريوس ما يأتي:
- الحصول على شهادة الثانوية العامة، أو إحدى الشهادات الأجنبية أو درجه البكلوريوس أو الليسانس المعادلة أو شهادات الدبلوم.
- اجتياز الاختبارات التي يجريها المعهد على مرحلتين في مجال التخصص المتقدم له الطالب على النحو التالي:

المرحلة الأولى
اختبارات للاستعدادات الإبداعية في مجال التخصص، وتحددها مجالس الأقسام ويقرها مجلس المعهد
المرحلة الثانية
الطلاب الحاصلون على أعلى الدرجات في اختبارات المرحلة الأولى، وفقاً لما يحدده مجلس المعهد، يلحقون بالورشة الإبداعية بالمعهد لفترة اختباريه لا تقل عن أسبوعين وتتولى أقسام المعهد المختلفة تنظيم برامجها لتقييم الاستعدادات لدى المتقدمين في كل تخصص، ويتابع أعضاء هيئة التدريس بالأقسام الطلاب، ويكلفونهم بممارسات إبداعية أولية، ويضعون تقارير تقييم مفصلة مشفوعة بالدرجات لكل طالب، وتدخل في حساب الدرجات النهائية للقبول.
- التفرغ لمتابعة الدراسة.
- لعميد المعهد أن يرخص لمن يرغب في الدراسة بمرحلة البكالوريوس في أحد الأقسام دون الحصول على شهادة أو درجة علمية منها وذلك مقابل رسم استماع مقداره مائتي جنيه للعام الدراسي ولا يشترط للترخيص أي لقب علمي أو دراسات خاصة.

ويجوز لعميد المعهد إنهاء الترخيص في الاستماع إذا وقع من المستمع ما يخل بنظام المعهد.
- الدراسة والامتحان

المصاريف تبدأ من 600 جنيه مصري

## مرحلة البكالوريوس
- مدة الدراسة لنيل درجة البكالوريوس من المعهد أربع سنوات دراسية، وتكون الدراسة على أساس نظام السنة الكاملة.
- اللغة العربية هي لغة التعليم بالمعهد ويجوز بقرار من مجلس الأكاديمية بناء على اقتراح مجلس المعهد استعمال لغة أخرى في الأحوال الخاصة التي تقتضي ذلك.

كما يجوز لمجلس المعهد أن يرخص للطالب في الإجابة بلغة أخرى بعد أخذ رأي مجلس القسم المختص.
- ينقل الطالب من السنة المقيد بها إلى السنة التي تليها إذا نجح في جميع المقررات أو كان راسباً فيما لا يزيد عن مقررين من فرقة أدنى في غير مواد التخصص.
- تحدد مواد التخصص بكل قسم إذا كانت الدرجة النهائية للمقرر مائة وخمسون درجة فأكثر.
- يحرم الطالب من دخول الامتحان إذا قلّت نسبة مواظبته على حضور المحاضرات والدروس عن 75% من كل مقرر . ويحسب عدد المحاضرات أو الدروس من بداية العام الدراسي إلى نهايته.
- تعقد امتحانات النقل في نهاية العام من المقررات التي درسها الطالب في فرقته، ويؤدي طلاب السنة الرابعة الامتحان في المواد النظرية المقررة في نهاية النصف الأول من العام الدراسي على أن يخصص النصف الثاني من العام للمواد العملية والتطبيقية ولإعداد المشروع، وتعلن النتيجة في نهاية العام الدراسي. ولا يجوز عمل أي مخالفات أو مشاغبات بالمعهد ويحق للطالب التدريب أو العمل في المسرح أو السينما. إن شاء الله